# Czech New Energies Rallye

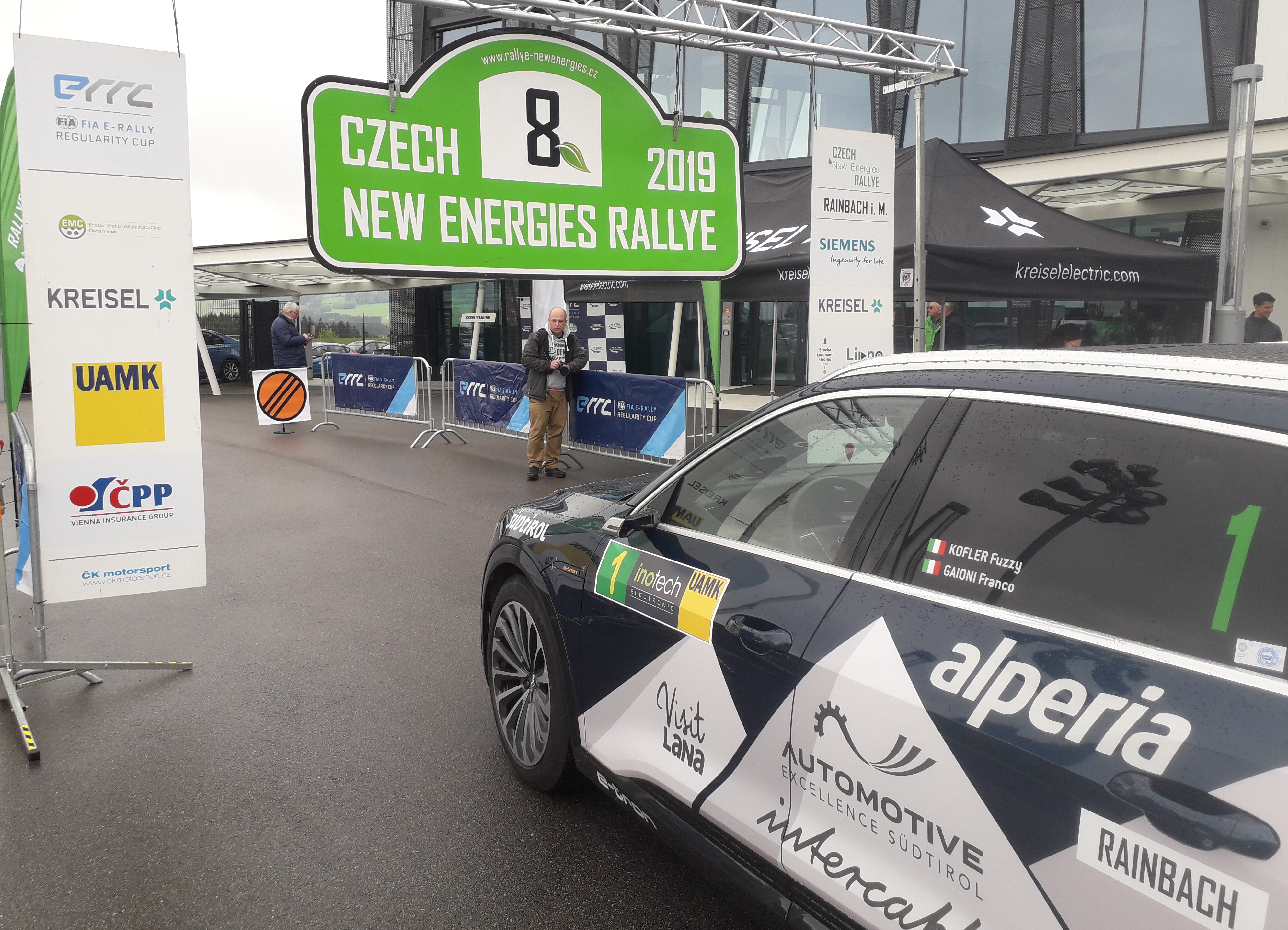
La Audi e-tron di Fuzzy Kofler e Franco Gaioni al via del Czech New Energies Rallye a Rainbach im Mühlkreis, 16 maggio 2019

Il Czech New Energies Rallye è una competizione automobilistica con base a Český Krumlov, riservata a veicoli alimentati tramite fonti di energia alternativa e inserita dal 2016 nel programma della Coppa FIA energie alternative.

## Albo d'oro
| Edizione | 1º posto                                               | 2º posto                                                        | 3º posto                                                        |                               |
| -------- | ------------------------------------------------------ | --------------------------------------------------------------- | --------------------------------------------------------------- | ----------------------------- |
| 2016     | Nicola Ventura (pilota) Guido Guerrini (co-pilota)     | Otta Kovařík (pilota) Petr Smutný (co-pilota)                   | František Vahala (pilota) Ondrej Kroutil (co-pilota)            |                               |
| 2016     | Renault Zoe                                            | Kia Soul EV                                                     | Audi A3                                                         |                               |
| 2017     | Artur Prusak (pilota) Guido Guerrini (co-pilota)       | Fuzzy Kofler (pilota) Franco Gaioni (co-pilota)                 | Radek Pecák (pilota) Daniel Pecák (co-pilota)                   |                               |
| 2017     | Nissan Leaf                                            | Tesla Model S                                                   | Volkswagen e-Golf                                               |                               |
| 2018     | Petr Pavlát (pilota) Tomáš Brzek (co-pilota)           | Artur Prusak (pilota) Guido Guerrini (co-pilota)                | Fuzzy Kofler (pilota) Franco Gaioni (co-pilota)                 |                               |
| 2018     | Volkswagen e-Golf                                      | Nissan Leaf                                                     | Tesla Model S                                                   |                               |
| 2019     | Artur Prusak (pilota) Thierry Benchetrit (co-pilota)   | Guido Guerrini (pilota) Emanuele Calchetti (co-pilota)          | Fuzzy Kofler (pilota) Franco Gaioni (co-pilota)                 |                               |
| 2019     | Audi e-tron                                            | Audi e-tron                                                     | Audi e-tron                                                     |                               |
| 2020     | Gara annullata causa Covid-19                          | Gara annullata causa Covid-19                                   | Gara annullata causa Covid-19                                   | Gara annullata causa Covid-19 |
| 2021     | Michal Žďárský (pilota) Jakub Nábělek (co-pilota)      | Pavel Huňáček (pilota) Vojtěch Formánek (co-pilota)             | Guido Guerrini (pilota) Francesca Olivoni (co-pilota)           |                               |
| 2021     | Kia eNiro                                              | Kia eSoul                                                       | Volkswagen ID.4                                                 |                               |
| 2022     | Michal Žďárský (pilota) Jakub Nábělek (co-pilota)      | Guido Guerrini (pilota) Artur Prusak (co-pilota)                | Eneko Conde Pujana (pilota) Lukas Sergnese Bermúdez (co-pilota) |                               |
| 2022     | Hyundai Kona                                           | Kia eNiro                                                       | Kia eSoul                                                       |                               |
| 2023     | Ondřej Hunčovský (pilota) Tereza Hunčovská (co-pilota) | Eneko Conde Pujana (pilota) Lukas Sergnese Bermúdez (co-pilota) | Michal Žďárský (pilota) Jakub Nábělek (co-pilota)               |                               |
| 2023     | Volkswagen e-Up                                        | Kia eSoul                                                       | Hyundai Kona                                                    |                               |
| 2024     | Michal Žďárský (pilota) Jakub Nábělek (co-pilota)      | Kryštof Hájkov (pilota) Nikola Hájková (co-pilota)              | Guido Guerrini (pilota) Artur Prusak (co-pilota)                |                               |
| 2024     | Hyundai Kona                                           | Peugeot e2008                                                   | Kia eNiro                                                       |                               |
| 2025     | Michal Žďárský (pilota) Jakub Nábělek (co-pilota)      | Guido Guerrini (pilota) Artur Prusak (co-pilota)                | Bernard Heine (pilota) Valérie Piette (co-pilota)               |                               |
| 2025     | Hyundai Kona                                           | Kia eNiro                                                       | Volkswagen ID.7                                                 |                               |